# Балканска граница
„Балканска граница“ (на руски: „Балканский рубеж“) е руско-сръбски военен филм, жанрово екшън-драма на руския режисьор Андрей Волгин. Премиерата му е през пролетта на 2019 г.

## Сюжет
Действието пресъздава художествено исторически събития от самия край на XX век от времето на въздушните удари на НАТО срещу Югославия в края на югославските войни.
Във филма са разиграни събитията по окупацията от руските въздушнодесантни части на летище „Слатина“, единственото в Косово. Тези събития остават известни като инцидента на летището в Прищина.
Това е последният филм с участието на Гойко Митич, сниман в навечерието на 80-годишния юбилей на световноизвестния балкански актьор. На лентата е и Емир Костурица, като танкист. Филмът много бързо става касов през пролетта на 2019 г. с гледанията си в страните от ОНД. 